# Nesticus breviscapus
Nesticus breviscapus là một loài nhện trong họ Nesticidae.
Loài này thuộc chi Nesticus. Nesticus breviscapus được Takeo Yaginuma miêu tả năm 1979.